# Alloysius Agu
Alloysius Uzoma Agu (Lagos, 12 de julio de 1967) es un exfutbolista nigeriano, se desempeñaba como portero y su último club fue el Kayserispor de la Superliga de Turquía.

## Carrera como jugador
Tras debutar en la liga nigeriana y jugar en el NEPA Lagos y el ACB Lagos, se fue a jugar en 1990 a Europa. Primero a Holanda con el MVV Maastricht y posteriormente a Bélgica, al R.F.C. de Liège. EN 1994 fichó por el Kayserispor turco, donde jugó 3 temporadas, antes de colgar las botas con sólo 30 años.

## Selección nacional
Jugó 24 partidos con la selección de fútbol de Nigeria, siendo el primer portero de la selección a inicios de los 90. Con Nigeria jugó la Copa Africana de Naciones de 1990, llegando a la final que perdieron con el anfitrión, Argelia (jugó los 5 partidos) y la Copa Africana de Naciones de 1992, donde fue titular los 4 partidos que jugaron, siendo eliminados en las semifinales por Ghana. También fue inscrito en la Copa Mundial de Fútbol de 1994 y en la Copa Africana de Naciones de 1994 (título ganado por Nigeria), donde fue suplente de Peter Rufai.
Posteriormente fue entrenador de porteros del Enyimba International FC nigeriano, y en el 2008 se hizo con el cargo de entrenador de porteros de su selección nacional.

### Participaciones en Copas del Mundo
| Mundial                        | Sede           | Resultado   |
| ------------------------------ | -------------- | ----------- |
| Copa Mundial de Fútbol de 1994 | Estados Unidos | 8° de final |

### Participaciones en Copas Africanas de Naciones
| Año                            | Sede    | Resultado  |
| ------------------------------ | ------- | ---------- |
| Copa Africana de Naciones 1990 | Senegal | Subcampeón |
| Copa Africana de Naciones 1992 | Senegal | Semifinal  |
| Copa Africana de Naciones 1994 | Túnez   | Campeón    |

## Clubes
| Club            | País    | Año       |
| --------------- | ------- | --------- |
| NEPA Lagos      | Nigeria | 1982-1989 |
| ACB Lagos       | Nigeria | 1990      |
| MVV Maastricht  | Holanda | 1990-1992 |
| R.F.C. de Liège | Bélgica | 1992-1994 |
| Kayserispor     | Turquía | 1994-1997 |

## Palmarés

### Copas internacionales
| Título                    | Club    | País  | Año  |
| ------------------------- | ------- | ----- | ---- |
| Copa Africana de Naciones | Nigeria | Túnez | 1994 |